# Juan Martín
Juan Martín è una circoscrizione di Luquillo, Porto Rico. Confina a sud-ovest con Pitahaya, e a est con la città di Fajardo. È bagnata a nord dalle acque dell'oceano Atlantico. Nel 2010 aveva una popolazione di 874 abitanti. Il nome fu dato in onore di Giovanni Crisostomo Martino, generale spagnolo famoso per il suo contributo alla guerra d'indipendenza spagnola.

## Geografia
Nella zona domina il Río Juan Martín, che nasce sulle pendici orientali della Sierra de Luquillo, ad altitudini fino a 843 piedi sopra il livello del mare. Alimentato da numerosi corsi d'acqua più piccoli, il fiume scorre verso nord-est fino a sfociare nell'Oceano Atlantico a est di Luquillo. Il bacino è rurale, con una popolazione di 875 abitanti in insediamenti dispersi senza aree urbane.

### Clima
Il clima è monsonico. La temperatura media è di 24°C. Il mese più caldo è settembre, con 26°C, e il più freddo è gennaio, con 22°C. La piovosità media è di 1.704 millimetri all'anno. Il mese più piovoso è settembre, con 226 millimetri, e il più secco è gennaio, con 58 millimetri.
| Juan Martín         | Mesi | Mesi | Mesi | Mesi | Mesi | Mesi | Mesi | Mesi | Mesi | Mesi | Mesi | Mesi | Anno  |
| Juan Martín         | Gen  | Feb  | Mar  | Apr  | Mag  | Giu  | Lug  | Ago  | Set  | Ott  | Nov  | Dic  | Anno  |
| ------------------- | ---- | ---- | ---- | ---- | ---- | ---- | ---- | ---- | ---- | ---- | ---- | ---- | ----- |
| T. max. media (°C)  | 24   | 24   | 25   | 26   | 24   | 27   | 27   | 28   | 29   | 25   | 24   | 25   | 25,7  |
| T. min. media (°C)  | 21   | 22   | 20   | 21   | 23   | 22   | 23   | 22   | 24   | 22   | 23   | 21   | 22    |
| Precipitazioni (mm) | 58   | 61   | 76   | 78   | 219  | 129  | 174  | 208  | 226  | 151  | 187  | 137  | 1 704 |

## Demografia

### Etnie
Secondo il censimento del 2010, a Juan Martín risiedevano 874 persone. La densità di popolazione era di 104,7 ab./km². Degli 874 abitanti, era composto per il 65,45% da bianchi, per il 21,05% da afroamericani, per lo 0,57% da amerindi, per il 5,84% da altre razze e per il 7,09% da due o più razze. Della popolazione totale, il 99,77% era ispanico o latino di qualsiasi razza.

## Galleria d'immagini

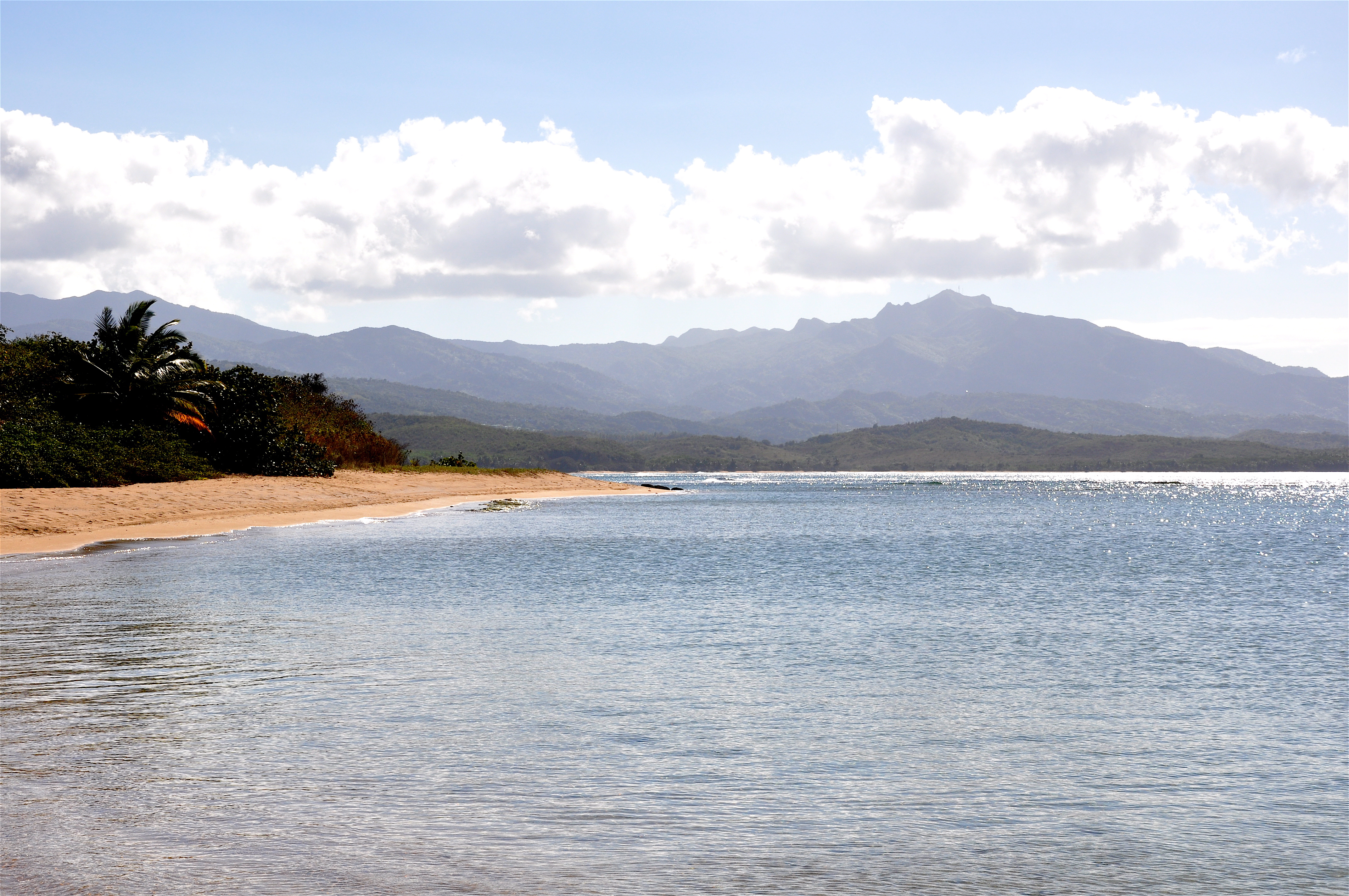
Vista della spiaggia del quartiere